# Goodwill Games

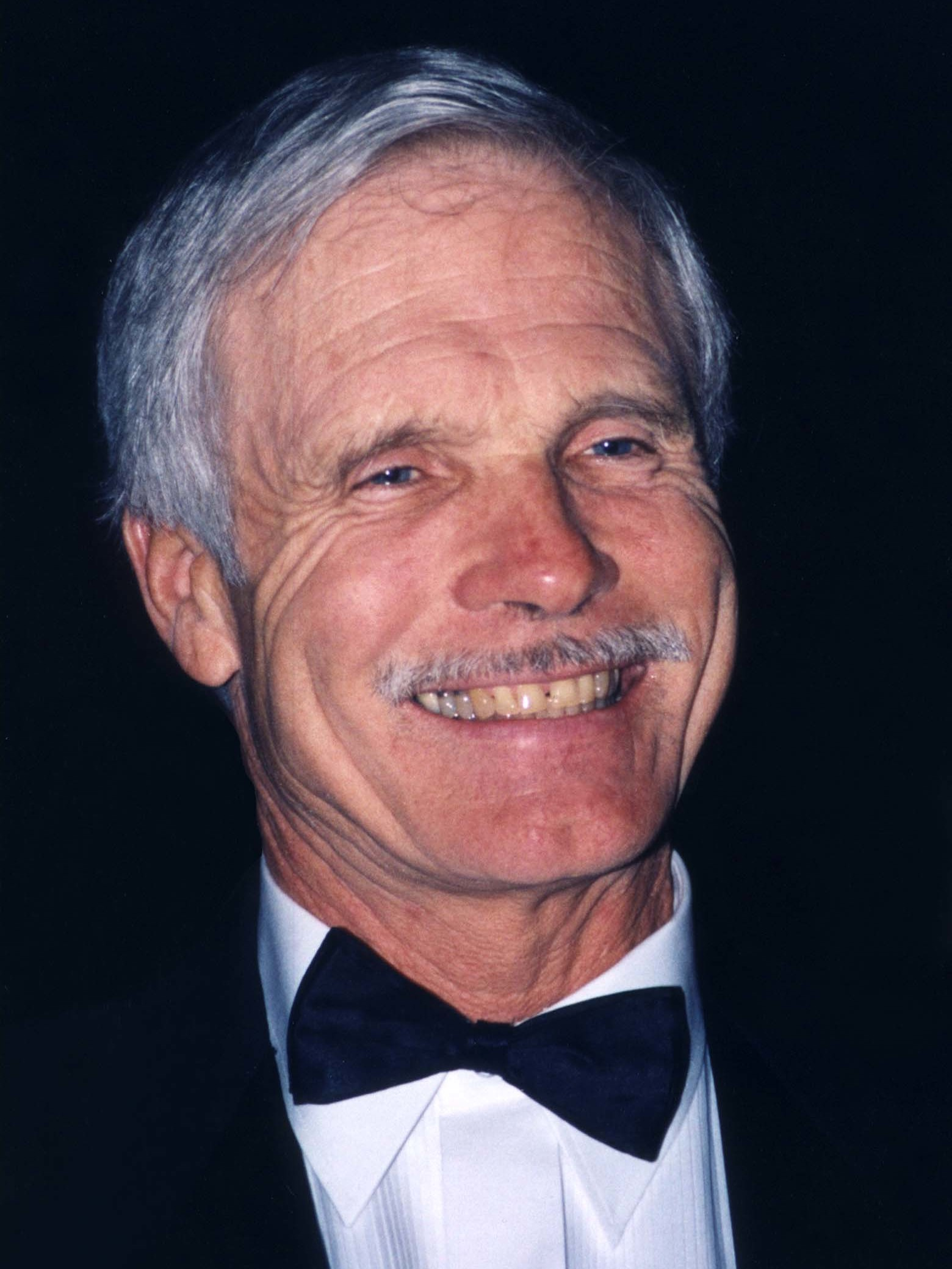
De Goodwill Games waren een initiatief van de Amerikaanse mediamagnaat Ted Turner

De Goodwill Games waren een internationaal sporttoernooi. Ze werden om de vier jaar gehouden, van 1986 tot 2001. Er werden zowel zomerspelen als (eenmalig) winterspelen gehouden.
Tijdens de Goodwill Games sneuvelden een aantal wereldrecords. Zo zette Carl Lewis een nieuw laaglandrecord op de 100 m in 1986, passeerde Jackie Joyner-Kersee bij diezelfde gelegenheid op de zevenkamp voor het eerst in de historie de grens van 7000 punten en zette Nadezjda Rjasjkina een wereldrecord 10.000 m snelwandelen in 1990.
De Goodwill Games van 1994 waren het eerste grote internationale sportevenement waar beachvolleybal gespeeld werd. Pas twee jaar later werd beachvolleybal een olympische sport en in 1997 werden de eerste wereldkampioenschappen georganiseerd.

## Geschiedenis
De Games waren een initiatief van de Amerikaanse mediamagnaat Ted Turner, in reactie op de politieke boycots van de Olympische Spelen. In 1980 werden de Olympische Spelen in Moskou geboycot door de Verenigde Staten en een reeks andere landen, in protest tegen de invasie van Afghanistan door de Sovjet-Unie in 1979. Vervolgens werden de Olympische Spelen in Los Angeles vier jaar later geboycot door de Sovjet-Unie en haar bondgenoten.
De Goodwill Games gingen door na het einde van de Koude Oorlog in 1991, toen de Sovjet-Unie in een aantal onafhankelijke landen uiteen viel. Het doel was niet langer om sporters aan beide kanten van het IJzeren Gordijn bij elkaar te brengen, maar om geld in te zamelen voor UNICEF en andere organisaties, gericht op kinderen. Voor veel atleten was vooral het hoge prijzengeld de reden om deel te nemen. Op de Goodwill Games van 2001 was een wereldrecord goed voor twee ton gulden (zo'n 90.000 euro), een nationaal record leverde twaalfduizend gulden op en met een persoonlijk record verdiende een deelnemer een bonus van 2500 gulden.
De eerste Goodwill Games vonden plaats in Moskou in 1986. Het toernooi omvatte 182 takken van sport en er deden ruim 3000 atleten uit 79 landen mee. Latere Games vonden plaats in Seattle (1990), Sint-Petersburg (1994), New York (1998) en Lake Placid (winterspelen, 2000). Hierna verkocht Turner de Goodwill Games aan Time Warner Australia, en in 2001 werden de spelen in Brisbane (Australië) gehouden. Deze Goodwill Games werden echter zo slecht bekeken door televisiekijkers in de V.S., dat de Goodwill Games van 2005 in Phoenix (Arizona) en Calgary (Canada) niet doorgingen. Na 2001 werden er geen Goodwill Games meer georganiseerd.

## Zomerspelen
| Editie | Jaar | Locatie         | Land | Deelnemers                    |
| ------ | ---- | --------------- | ---- | ----------------------------- |
| I      | 1986 | Moskou          | URS  | 3000 deelnemers uit 79 landen |
| II     | 1990 | Seattle         | USA  | 2300 deelnemers uit 54 landen |
| III    | 1994 | Sint-Petersburg | RUS  | 2000 deelnemers uit 74 landen |
| IV     | 1998 | New York        | USA  | 1300 deelnemers uit 60 landen |
| V      | 2001 | Brisbane        | AUS  | 1300 deelnemers uit 60 landen |
| VI     | 2005 | Phoenix         | USA  | Geannuleerd                   |

## Winterspelen
| Jaar | Locatie | Land        | Type | Deelnemers         |
| ---- | ------- | ----------- | ---- | ------------------ |
| I    | 2000    | Lake Placid | USA  | Enige winterspelen |
| II   | 2005    | Calgary     | CAN  | Geannuleerd        |

## Sporten bij de Goodwill Games
| - Atletiek - Basketbal - Boksen - Boogschieten - Gewichtheffen - Gymnastiek - Ritmische gymnastiek - Trampolinespringen - Turnen - Handbal - Honkbal - Judo - Kanovaren - Wildwaterslalom - Vlakwaterraces | - Roeien - Schermen - Taekwondo - Tennis - Triatlon - Voetbal - Volleybal - Beachvolleybal - Zaalvolleybal - Wielersport - Baanwielrennen - BMX - Mountainbiken - Wegwielrennen | - Worstelen - Zeilen - Zwemsporten - Schoonspringen - Synchroonzwemmen - Waterpolo - Zwemmen |

## Wetenswaardigheden
In de film The Mighty Ducks (1984) nam het team deel aan de Junior Goodwill Games, die overigens nooit in het echt georganiseerd werden.